# روشچینسکی (باشقیرستان)
روشچینسکی (انگلیسی: Roshchinsky, Republic of Bashkortostan) یک شهرک در شهرستان استرلیتاماکسکی استان باشقیرستان کشور روسیه است.